# Else Højgaard
Else Højgaard (født Andreasen 18. april 1906 i København – 11. juli 1979 i Boderne på Bornholm) var en kgl. dansk solodanser og skuespillerinde.
Hun blev balletdanserinde 1929 og udnævnt til solodanserinde 1931 på Det kongelige Teater.
I 1934 afsluttede hun sin skuespilleruddannelse på Det kongelige Teater og var knyttet til dette teater resten af sit liv: ved balletten, skuespillet og teaterskolen.
Hun underviste også i en årrække også som dramatiklærer ved teatrets operaskole.
I 1938 tildeltes hun Ingenio et arti, og i 1942 modtog hun Tagea Brandts Rejselegat. Hun udnævntes i 1961 til ridder af Dannebrogordenen og i 1972 til ridder af 1. grad.
Hun var gift tre gange, senest med violinisten, kapelmester Henrik Sachsenskjold. Hun var søster til instruktøren Søren Melson.
Flemming Flindt valgte hende som den gamle dame i Dødens Triumf i 1972.
Else Højgaard omkom ved en brand i sit sommerhus ved Boderne på Bornholm. En bog om hende "Det, man kalder livet" er skrevet af hendes kolleger og venner. Bodil Udsen, Ghita Nørby, Erik Kühnau, Frits Helmuth, Morten Grunwald, Else Strange, Carsten Seeger, Flemming Flindt etc.

## Filmografi
- Champagnegaloppen – 1938
- Café Paradis – 1950
- Ung leg – 1956
- Tine – 1964
- Den røde kappe – 1967
- Og så er der bal bagefter – 1970
- Kun sandheden – 1975
- Hør, var der ikke en som lo? – 1978
- Mig og Charly – 1978